# Hartmecke (Lenne)
Die Hartmecke ist ein 4,3 km langer, orografisch linker Nebenfluss der Lenne im nordrhein-westfälischen Schmallenberg, Deutschland.

## Geographie
Der Bach entspringt am Hauptkamm des Rothaargebirges etwa einen Kilometer westlich des Albrechtsberges auf einer Höhe von 730 m ü. NN. Vor hieraus fließt der Bach vorrangig in nördliche Richtungen. Dabei fließen ihm zahlreiche kurze Nebenflüsse zu. Bei Lüttmecke mündet linksseitig die gleichnamige, 1,3 km lange Lüttmecke. Vor Oberkirchen wird die Hartmecke zu einem Teich aufgestaut. In Oberkirchen mündet der Bach schließlich auf 429 m ü. NN linksseitig in die Lenne.
Auf ihrem 4,3 km langen Weg überwindet die Hartmecke einen Höhenunterschied von 301 m, was einem mittleren Sohlgefälle von 70,0 ‰ entspricht. Der Bach entwässert ein 5,102 km² großes Einzugsgebiet über Lenne, Ruhr und Rhein zur Nordsee.